# Svéradice
Svéradice település Csehországban, a Klatovyi járásban. Svéradice Velký Bor, Slatina, Chanovice és Horažďovice településekkel határos. Lakosainak száma 302 fő (2024. január 1.).

## Népesség
A település lakosságának változását az alábbi diagram mutatja:
| Lakosok száma | 618  | 582  | 557  | 342  | 327  | 336  | 327  | 318  | 286  | 302  |
|               | 1869 | 1900 | 1921 | 1961 | 1980 | 2011 | 2016 | 2019 | 2021 | 2024 |